# Swing When You're Winning
Albums de Robbie Williams
Sing When You're Winning
(2000) Escapology
(2002)
Swing When You're Winning est un album de Robbie Williams.
Il s'agit principalement de reprises de classiques jazz des années 1950 et 1960, le seul titre inédit étant I Will Talk And Hollywood Will Listen. En 2013, il sortira Swings Both Ways, qui fera suite à Swing When You're Winning.

## Genèse de l'album
Grand admirateur de Frank Sinatra, Dean Martin et Sammy Davis Jr., Robbie Williams souhaitait rendre hommage à ses idoles en interprétant des classiques de leur époque.

Dans un premier temps, ce projet est rejeté par ses producteurs qui craignent de dérouter un public conquis avec des titres pop. Le succès rencontré par l'album Sing When You're Winning lui permet néanmoins d'imposer ses choix et de faire aboutir son rêve.
Il se replonge totalement dans l'ambiance en enregistrant dans le même studio (Capitol, à Los Angeles) et avec les mêmes musiciens que Frank Sinatra.
Pour que cet album soit plus qu'un simple album de reprises, il choisit de réaliser les duos avec des invités de marque qui ne sont pas chanteurs. On retrouve ainsi à ses côtés les actrices Nicole Kidman et Jane Horrocks, les acteurs Rupert Everett et Jon Lovitz, ainsi que son ami d'enfance Jonathan Wilkes, animateur de télévision.
Informés du projet, les héritiers de Frank Sinatra lui accordent la permission d'utiliser des enregistrements originaux pour réaliser un duo virtuel avec son idole.
Cette idée rend l'interprétation du titre It Was a Very Good Year plus émouvante car il s'agit d'un homme qui se remémore les moments marquants de sa vie. Robbie Williams (27 ans à l'époque) interprète les couplets décrivant ses 17 ans et ses 21 ans, puis Frank Sinatra conclut avec les couplets évoquant ses 35 ans et l'automne de sa vie. 

## Titres
1. I Will Talk And Hollywood Will Listen
2. Mack the Knife
3. Somethin' Stupid (avec Nicole Kidman)
4. Do Nothin' Till You Hear From Me
5. It Was a Very Good Year (avec Frank Sinatra)
6. Straighten Up And Fly Right
7. Well, Did You Evah (avec Jon Lovitz)
8. Mr. Bojangles
9. One For My Baby
10. Things (avec Jane Horrocks)
11. Ain't That A Kick In The Head
12. They Can't Take That Away From Me (avec Rupert Everett)
13. Have You Met Miss Jones?
14. Me And My Shadow (avec Jonathan Wilkes)
15. Beyond the Sea

### Extraits officiels
- Somethin' Stupid (duo avec Nicole Kidman)
- Mr Bojangles / I Will Talk And Hollywood Will Listen

## Anecdotes
- Deux titres ont été utilisés pour des bandes originales de films : Have You Met Miss Jones? dans la comédie sentimentale Le Journal de Bridget Jones, et Beyond The Sea dans le film d'animation Le Monde de Nemo.